# تقانة ما قبل التاريخ
تقنية ما قبل التاريخ هي التقنية التي تسبق التاريخ المسجل، التاريخ هو دراسة الماضي باستخدام سجلات مكتوبة، أي شيء قبل حسابات أول من كتب التاريخ هو يعتبر ما قبل التاريخ، بما في ذلك التقنيات السابقة.
قبل نحو 2.5 مليون سنة بدأت التقنية بصورتها البسيطة مع استخدام الأدوات الحجرية، والتي استخدمت أيضاً لإشعال الحرائق، ومطاردة الفرائس، ودفن الموتى.
هناك العديد من العوامل التي جعلت من تطور تكنولوجيا ما قبل التاريخ ممكن أو ضرورة . أحد هذه العوامل الرئيسية هو الحداثة السلوكية من الدماغ المتطور جدا من الإنسان العاقل والقادر على التفكير المجرد، واللغة، والتأمل، وحل المشكلة. وأدى ظهور الزراعة إلى تغيير نمط الحياة واستخدام أدوات أكثر تنوعًا وتطورًا، بالإضافة إلى الفن والعمارة والموسيقى والدين والذي تطورت على مدى فترة من فترات ما قبل التاريخ.